# Mudan
För andra betydelser, se Mudan (olika betydelser).
Mudan är ett stadsdistrikt och säte för stadsfullmäktige i Heze i Shandong-provinsen i norra Kina.
1. ↑  http://www.geohive.com/cntry/cn-37.aspx